# José Marcondes Homem de Melo

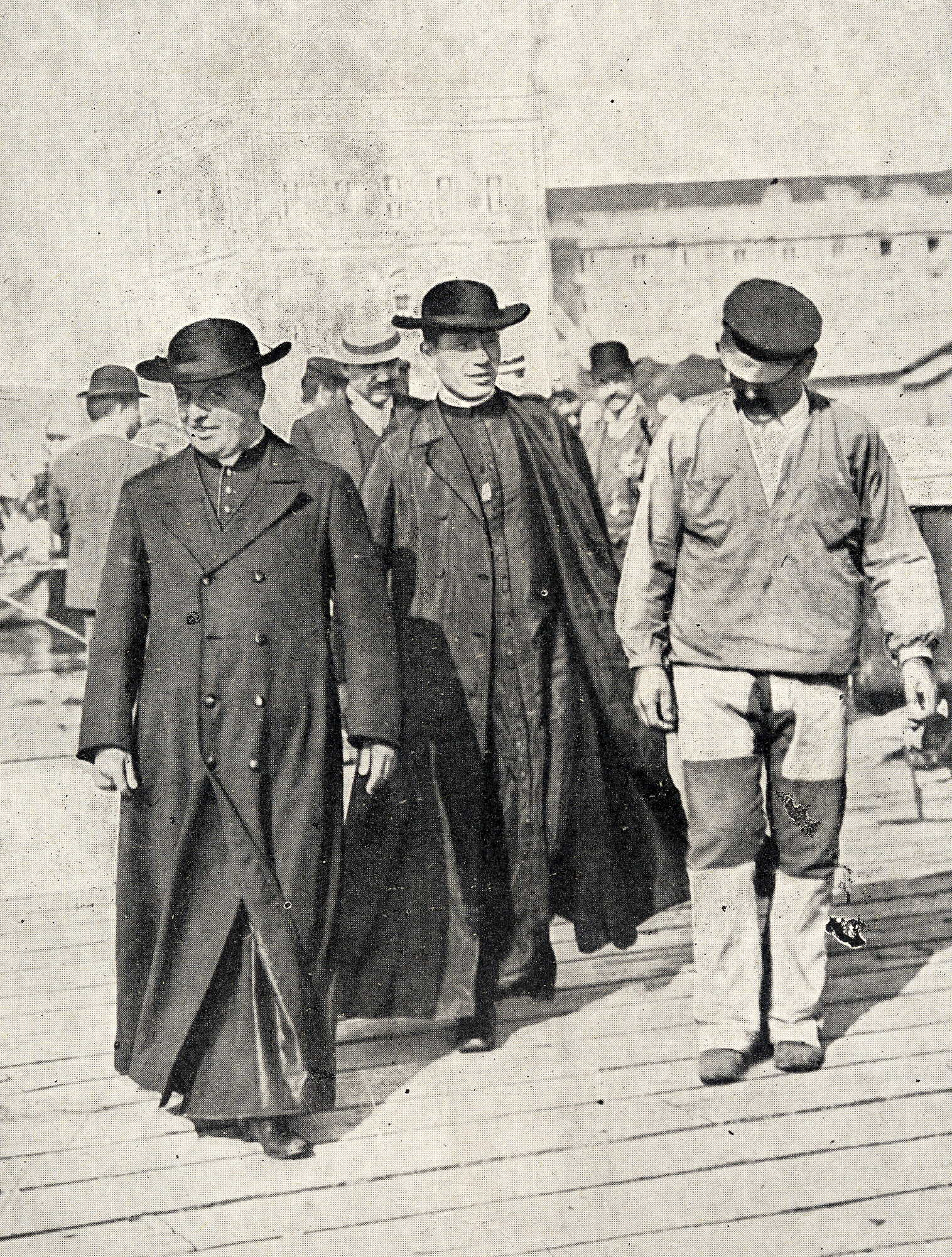
José Marcondes Homem de Melo mit Sekretär in Lissabon auf der Rückreise nach der Schiffskatastrophe der Sirio (Foto Joshua Benoliel, 1906).

José Marcondes Homem de Melo (* 13. September 1860 in Pindamonhangaba, São Paulo, Brasilien; † 15. Oktober 1937) war Bischof von São Carlos do Pinhal.

## Leben
José Marcondes Homem de Melo empfing am 11. März 1883 das Sakrament der Priesterweihe.
Am 26. April 1906 ernannte ihn Papst Pius X. zum Bischof von Belém do Pará. José Marcondes Homem de Melo wurde am 1. Mai 1906 infolge der Erhebung des Bistums Belém do Pará zum Erzbistum erster Erzbischof von Belém do Pará. Kardinalstaatssekretär Rafael Kardinal Merry del Val spendete ihm am 29. Juni desselben Jahres die Bischofsweihe; Mitkonsekratoren waren der Bischof von São Paulo, José de Camargo Barros, und der emeritierte Bischof von Belém do Pará, Francisco do Rego Maia. Die Rückreise trat er gemeinsam mit José de Camargo Barros an. Im Gegensatz zu diesem überlebte er die Schiffskatastrophe des Passagierdampfschiffes Sirio, das am 4. August 1906 auf der Route Genua – Buenos Aires vor der spanischen Mittelmeerküste auf ein Riff auflief.
Am 6. Dezember 1906 nahm Papst Pius X. das von José Marcondes Homem de Melo vorgebrachte Rücktrittsgesuch an und ernannte ihn zum Titularerzbischof von Ptolemais in Phoenicia. Marcondes Homem de Melo wurde am 9. August 1908 erster Bischof von São Carlos do Pinhal. Die Amtseinführung erfolgte am 22. November desselben Jahres.